# 米申鎮區 (堪薩斯州布朗縣)
米申鎮區（英語：Mission Township）為位在美國堪薩斯州布朗縣的鎮區。2010年美国人口普查中該鎮區人口有556人。
米申鎮區於1872年設立。

## 地理
米申鎮區涵蓋面積220.36平方（85.08平方英里），境內有一座城市威利斯以及獨立市霍頓。

### 墓園
根據美國地質調查局的資料，此鎮區擁有4座墓園：
- 卡爾墓園（Carr Cemetery）
- 克萊頓維爾墓園（Claytonville Cemetery）
- Kennekuk墓園
- 聖彼得斯墓園（Saint Peters Cemetery）

### 溪流
通過此鎮區的溪流有：
- 黑澤爾溪（Hazel Creek）

### 機場
- 霍頓市立機場（Horton Municipal Airport）

## 人口統計
根據2010年美國人口普查，米申鎮區人口有556人，人口密度為2.52人/平方公里。種族方面，94.06%為白人；0.36%為非裔美洲人；0.9%為美洲原住民；1.26%為亞洲人；0%為太平洋島民；0.72%為其他種族；另外有2.7%為混血種族。而西班牙裔美國人或拉丁美洲人佔該鎮區人口的1.26%。

## 外部連結
- US-Counties.com
- City-Data.com （页面存档备份，存于）